# Brookfield, Massachusetts
Brookfield är en ort i Worcester County i Massachusetts. Vita bosättare kom till Brookfield år 1660 från Ipswich. Indianerna kallade platsen Quaboag men bosättarna döpte om den till Brookfield. Femton år senare dödades ett dussintal bosättare i en indianattack.

## Kända personer från Brookfield
- John A. Durkin, politiker
- Dwight Foster, politiker
- Theodore Foster, politiker